# Moisés García León
Moisés García León, deportivamente conocido como Moisés (Sevilla, 10 de julio de 1971), es un exfutbolista español. Jugaba de delantero.

## Trayectoria
Moisés aunque nacido en Sevilla, se crio en Logroño, donde se formó en el Loyola, y después se fue a Zaragoza donde se formó en las categorías inferiores del Real Zaragoza. Posteriormente jugó en el filial, denominado por aquel entonces, Deportivo Aragón. Debutó en Primera División el 6 de noviembre de 1988 en La Romareda frente al Real Murcia (2-1).
Desde su salto al primer equipo del Zaragoza, ha desempeñado toda su trayectoria profesional en clubes de Primera y Segunda División, disputando numerosos partidos en la mayoría de ellos y obteniendo buenos registros goleadores. Sus hermanos, Gerardo, Edu y Manuel Candelas, también han sido futbolistas profesionales. Ha sido seleccionado en varias ocasiones para jugar con la Selección de Aragón.
En junio de 2011 el atacante Moisés García abandona definitivamente la práctica del fútbol (militó en la última campaña en La Muela) y se incorpora al organigrama técnico de la SD Huesca en vistas a la temporada 11/12.
El 22 de octubre de 2012, es presentado junto al técnico Quique Hernandez como segundo entrenador del Hércules CF club en el que ya estuvo como jugador dos temporadas durante los años 2005/06 y 2006/07.
En verano de 2013 se desvincula del Hércules CF para seguidamente firmar con el Real Zaragoza.

## Clubes

### Como jugador
| Club                        | País   | Periodo   | Liga PJ (G) | Copa PJ (G) |
| --------------------------- | ------ | --------- | ----------- | ----------- |
| Deportivo Aragón            | España | 1988-1989 |             |             |
| Real Zaragoza               | España | 1988-1989 | 1 (0)       |             |
| Deportivo Aragón            | España | 1989-1990 |             |             |
| Deportivo Aragón            | España | 1990-1991 |             |             |
| Real Zaragoza               | España | 1991-1992 | 11 (2)      |             |
| Real Zaragoza               | España | 1992-1993 | 16 (4)      |             |
| Real Zaragoza               | España | 1993-1994 | 14 (2)      |             |
| Club Atlético Osasuna       | España | 1994-1995 | 28 (5)      |             |
| Club Atlético Osasuna       | España | 1995-1996 | 22 (6)      |             |
| Club Deportivo Leganés      | España | 1996-1997 | 16 (13)     |             |
| Real Club Celta de Vigo     | España | 1996-1997 | 8 (2)       |             |
| Real Club Celta de Vigo     | España | 1997-1998 | 15 (5)      |             |
| Villarreal Club de Fútbol   | España | 1998-1999 | 33 (7)      |             |
| Villarreal Club de Fútbol   | España | 1999-2000 | 38 (17)     |             |
| Villarreal Club de Fútbol   | España | 2000-2001 | 22 (4)      |             |
| Sevilla FC                  | España | 2001-2002 | 31 (13)     |             |
| Sevilla FC                  | España | 2002-2003 | 12 (1)      |             |
| Córdoba Club de Fútbol      | España | 2002-2003 | 23 (6)      |             |
| Elche Club de Fútbol        | España | 2003-2004 | 39 (15)     |             |
| Elche Club de Fútbol        | España | 2004-2005 | 36 (12)     |             |
| Hércules Club de Fútbol     | España | 2005-2006 | 36 (12)     |             |
| Hércules Club de Fútbol     | España | 2006-2007 | 34 (10)     |             |
| Club Polideportivo Ejido    | España | 2007-2008 | 4 (0)       |             |
| Club Gimnàstic de Tarragona | España | 2007-2008 | 17 (5)      |             |
| Club Gimnàstic de Tarragona | España | 2008-2009 | 36 (7)      |             |
| SD Huesca                   | España | 2009-2010 | 33 (4)      |             |
| Club Deportivo La Muela     | España | 2010-2011 |             |             |

### Como entrenador
| Club                           | País   | Año       |
| ------------------------------ | ------ | --------- |
| SD Huesca (2.º entrenador)     | España | 2011-2012 |
| Hércules CF (2.º entrenador)   | España | 2012-2013 |
| Real Zaragoza (2.º entrenador) | España | 2013-2014 |

## Palmarés

### Campeonatos nacionales
| Título           | Club          | País   | Año       |
| ---------------- | ------------- | ------ | --------- |
| Copa del Rey     | Real Zaragoza | España | 1993-1994 |
| Recopa de Europa | Real Zaragoza | España | 1994-1995 |